# Diocesi di Great Falls-Billings
La diocesi di Great Falls-Billings (in latino Dioecesis Magnocataractensis-Billingensis) è una sede della Chiesa cattolica negli Stati Uniti d'America suffraganea dell'arcidiocesi di Portland. Nel 2021 contava 37.780 battezzati su 409.340 abitanti. È retta dal vescovo Jeffrey Michael Fleming.

## Territorio

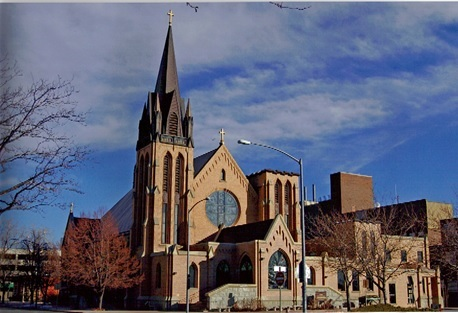
La concattedrale di San Patrizio a Billings.

La diocesi comprende la parte centro-orientale dello stato del Montana e precisamente 35 contee, di cui:
- 33 per intero: Big Horn, Blaine, Carbon, Carter, Cascade, Chouteau, Custer, Daniels, Dawson, Fallon, Fergus, Garfield, Golden Valley, Hill, Judith Basin, Liberty, McCone, Musselshell, Park, Petroleum, Phillips, Powder River, Prairie, Richland, Roosevelt, Rosebud, Sheridan, Stillwater, Sweet Grass, Treasure, Valley, Wibaux, Yellowstone;
- 2 in parte:Teton e Toole.

Sede vescovile è la città di Great Falls, dove si trova la cattedrale di Sant'Anna (St. Ann Cathedral). A Billings, la città più grande dello Stato, sorge la concattedrale di San Patrizio.
Il territorio si estende su 241.276 km² ed è suddiviso in 49 parrocchie.

## Storia
La diocesi di Great Falls fu eretta il 18 maggio 1904 con il breve Universalis Ecclesiae di papa Pio X, ricavandone il territorio dalla diocesi di Helena. Il nome latino della diocesi era quello di Great-Ormensis.
La nuova diocesi fu resa suffraganea dell'arcidiocesi di Oregon City, che nel 1928 assunse il nome di arcidiocesi di Portland.
Il 14 febbraio 1980 in forza del decreto Cum in finibus della Congregazione per i vescovi la chiesa di San Patrizio di Billings fu elevata al rango di concattedrale e la diocesi ha assunto il nome attuale.

## Cronotassi dei vescovi
Si omettono i periodi di sede vacante non superiori ai 2 anni o non storicamente accertati.
- Mathias Clement Lenihan † (20 maggio 1904 - 14 febbraio 1930 dimesso[2])
- Edwin Vincent O'Hara † (1º agosto 1930 - 15 aprile 1939 nominato vescovo di Kansas City)
- William Joseph Condon † (5 agosto 1939 - 17 agosto 1967 deceduto)
- Eldon Bernard Schuster † (2 dicembre 1967 - 27 dicembre 1977 dimesso)
- Thomas Joseph Murphy † (5 luglio 1978 - 26 maggio 1987 nominato arcivescovo coadiutore di Seattle)
- Anthony Michael Milone † (14 dicembre 1987 - 12 luglio 2006 dimesso)
- Michael William Warfel (20 novembre 2007 - 22 agosto 2023 ritirato)
- Jeffrey Michael Fleming, dal 22 agosto 2023

## Statistiche
La diocesi nel 2021 su una popolazione di 409.340 persone contava 37.780 battezzati, corrispondenti al 9,2% del totale.
| anno | popolazione | popolazione | popolazione | presbiteri | presbiteri | presbiteri | presbiteri                | diaconi | religiosi | religiosi | parrocchie |
| anno | battezzati  | totale      | %           | numero     | secolari   | regolari   | battezzati per presbitero | diaconi | uomini    | donne     | parrocchie |
| ---- | ----------- | ----------- | ----------- | ---------- | ---------- | ---------- | ------------------------- | ------- | --------- | --------- | ---------- |
| 1950 | 48.875      | 288.600     | 16,9        | 108        | 84         | 24         | 452                       |         | 24        | 275       | 58         |
| 1966 | 75.000      | 360.000     | 20,8        | 126        | 98         | 28         | 595                       |         | 32        | 310       | 66         |
| 1970 | 70.000      | 360.000     | 19,4        | 116        | 85         | 31         | 603                       |         | 35        | 265       | 71         |
| 1976 | 66.000      | 352.000     | 18,8        | 117        | 78         | 39         | 564                       |         | 42        | 165       | 73         |
| 1980 | 67.000      | 358.000     | 18,7        | 107        | 73         | 34         | 626                       | 4       | 34        | 200       | 75         |
| 1990 | 66.800      | 355.000     | 18,8        | 92         | 66         | 26         | 726                       | 3       | 29        | 133       | 56         |
| 1999 | 55.117      | 392.900     | 14,0        | 89         | 75         | 14         | 619                       | 3       |           | 78        | 52         |
| 2000 | 57.796      | 386.400     | 15,0        | 74         | 60         | 14         | 781                       | 3       | 14        | 76        | 67         |
| 2001 | 59.902      | 394.450     | 15,2        | 72         | 58         | 14         | 831                       | 5       | 15        | 77        | 66         |
| 2002 | 55.405      | 392.796     | 14,1        | 72         | 59         | 13         | 769                       | 5       | 14        | 77        | 66         |
| 2003 | 57.144      | 391.360     | 14,6        | 75         | 61         | 14         | 761                       | 6       | 15        | 74        | 66         |
| 2004 | 57.144      | 391.360     | 14,6        | 74         | 60         | 14         | 772                       | 8       | 15        | 71        | 65         |
| 2006 | 51.629      | 391.360     | 13,2        | 74         | 60         | 14         | 697                       | 6       | 14        | 67        | 66         |
| 2013 | 54.800      | 414.000     | 13,2        | 82         | 70         | 12         | 668                       | 10      | 12        | 46        | 51         |
| 2016 | 38.927      | 422.964     | 9,2         | 78         | 64         | 14         | 499                       | 17      | 15        | 32        | 51         |
| 2019 | 37.400      | 405.200     | 9,2         | 74         | 58         | 16         | 505                       | 14      | 17        | 37        | 49         |
| 2021 | 37.780      | 409.340     | 9,2         | 67         | 57         | 10         | 563                       | 14      | 11        | 33        | 49         |